# Освіта в Бучачі
У різні часи в Бучачі (місто на Тернопільщині) діяли й діють нині такі навчальні заклади:

## Колишні
- парафіяльна школа при фарному костелі за часів дідича Яна Потоцького[1]
- Бучацька василіянська теологічна школа (семінарія)
- Бучацька василіянська гімназія
- Бучацька учительська семінарія[2][3]
- Місійний інститут імені святого Йосафата
- Школа «на Бараках» (пол. Szkoła powszechna im. Mickiewicza)
- Бучацька жіноча учительська семінарія (діяла до 1930-го, закрили через брак коштів[4])
- Бучацька народна школа
- Бучацька виділова школа[5]
- Бучацький ліцей (2-класний, зокрема, 1938, мова навчання — польська)[6]
- Бучацька реміснича школа (до 1939)[7]
- Бучацька школа будівельних ремесел.[8]
- Цісарсько-королівська Бучацька головна школа («K. K. Kreishauptschule»[9][10])
- Бучацький інститут менеджменту і аудиту.

Ельжбета Водзічко на основі спогадів її вуйка Збігнева Галькевича стверджує, що в місті у міжвоєнний період діяла україномовна середня школа, яка розташовувалася на тодішній вулиці Міцкевича.
- Бучацька мала духовна семінарія РКЦ (діяла у 1920-х роках, засновник — єпископ Пйотр Маньковський)
- Бучацьке медичне училище
- Бучацьке торговельне училище[12] (іноді школа[13])
- Талмудична школа (діяла в приміщенні, запущеному за совітів, яке використовували як заклад для підприємств громадського харчування, а зруйнували у 2001 році з метою спорудження нового будинку)[14]
- Українська (руська) бурса — від 1936 року, винаймала будинок при тодішній вулиці Колійовій (нині вулиця Галицька), нею опікувалось товариство «Шкільна поміч», у навч. р. 1938/39 переїхала до власного будинку на вул. Словацького[15].

За даними Осипа Залеського, у 1912 році у місті діяли: польськомовні 8-класна приватна гімназія, учительська семінарія, 7-класна школа для хлопців та дівчат; у 1938 — польськомовні 4-класна гімназія, 2-класний ліцей, 7-класна школи для хлопців і дівчат.
Діяло москвофільське Товариство «Русская Бурса», яке мало приміщення при вул. Грюнвальдській до початку першої світової війни.

### Бурси
- Бурса польська імені Бартоша Гловацького, діяла в «чиншовому» будинку[18] в міжвоєнний період[19] у приміщенні (приватне помешкання) на тодішній вулиці Польській у 1937/38 навч. р.[15]
- Єврейська бурса (1912)[17]

## Сучасні

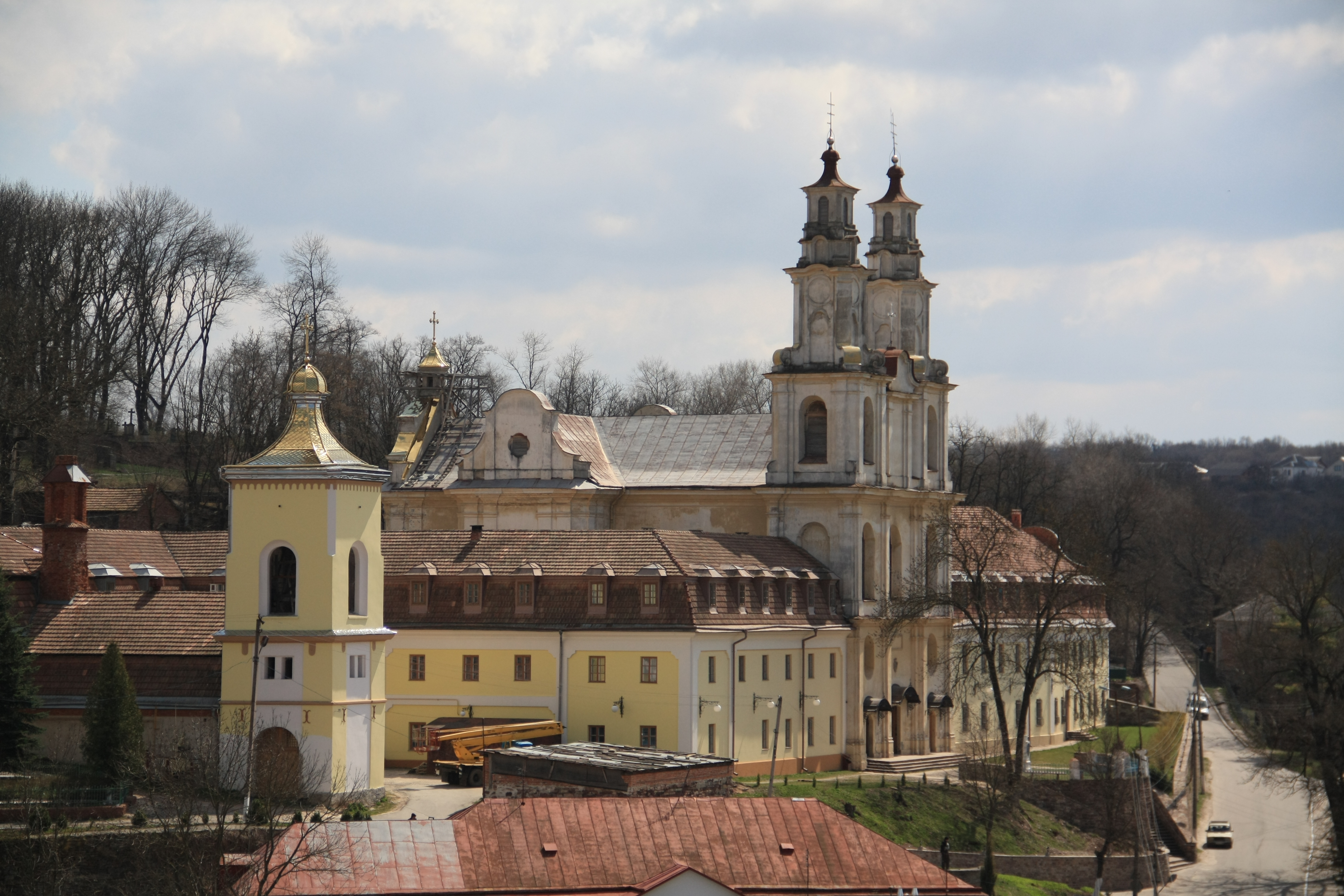
Бучацький колегіум (справа від церкви)

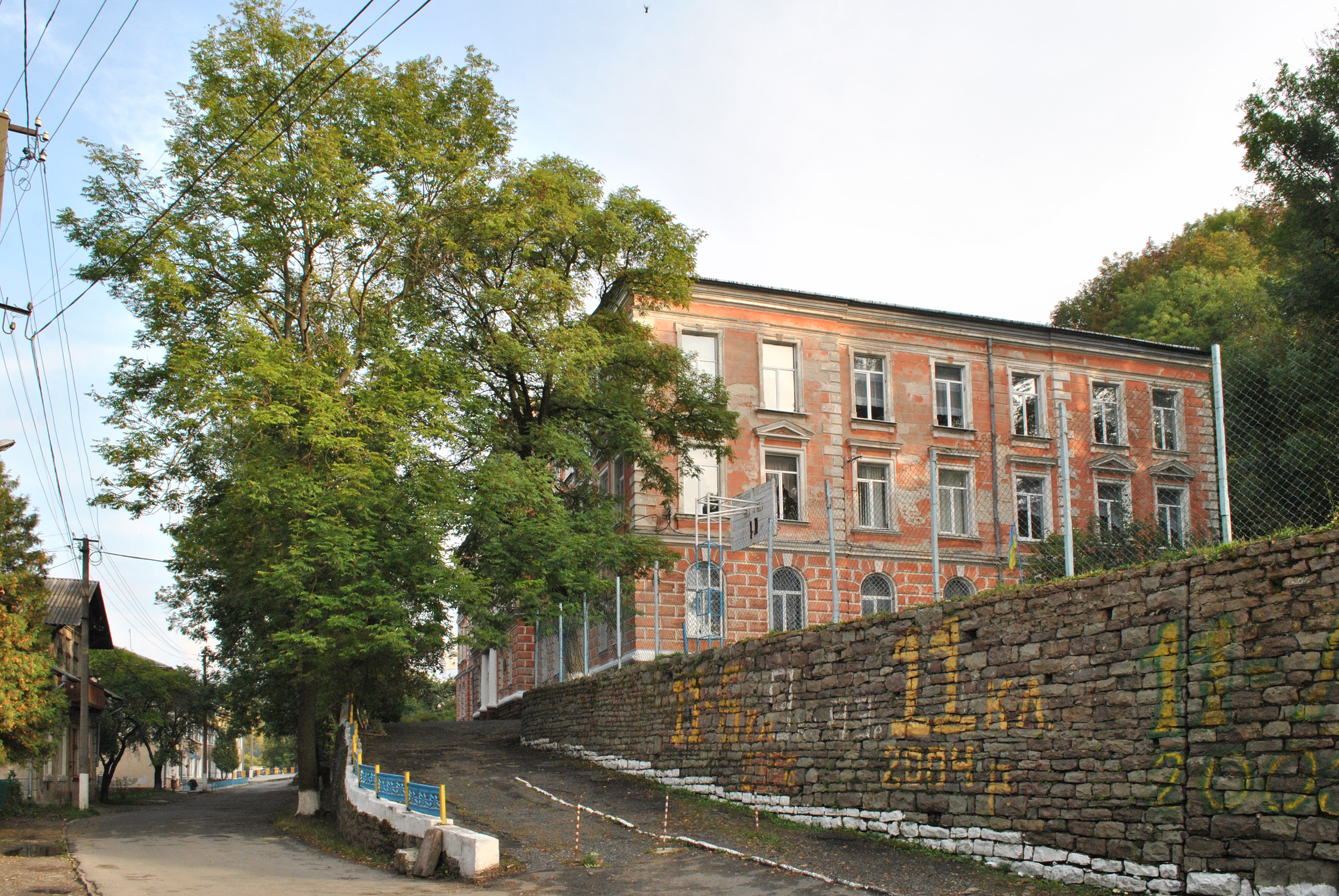
Бучацька гімназія

### Загальноосвітні
- Бучацький колегіум імені святого Йосафата
- Бучацька гімназія імені В. М. Гнатюка
- Бучацький ліцей
- Бучацька середня загальноосвітня школа № 1
- Бучацька середня загальноосвітня школа № 2
- Бучацька середня загальноосвітня школа № 3
- Бучацька загальноосвітня школа

### Позашкільні
- Бучацька дитяча музична школа
- Бучацька дитяча художня школа
- Бучацька дитячо-юнацька спортивна школа

### Вищі навчальні заклади
- Бучацький аграрний коледж
- ПТУ-26